# Stazione di Fuji
La stazione di Fuji (富士駅 Fuji-eki?) è una stazione della città di Fuji, nella prefettura di Shizuoka. La stazione è servita dalle linee Tōkaidō e Minobu gestite dalla JR Central.

## Linee
JR Central
■ Linea principale Tōkaidō
■ Linea Minobu

## Caratteristiche
La stazione di Fuji possiede tre marciapiedi a isola centrale serventi sei binari in superficie, ed è dotata di tornelli automatici di accesso ai binari che supportano la tariffazione elettronica TOICA.
| 1-2 | ■ Linea Minobu             | per Minobu e Kōfu                   |
| 3-4 | ■ Linea principale Tōkaidō | per Numazu, Atami, Yokohama e Tokyo |
| 5-6 | ■ Linea principale Tōkaidō | per Shizuoka, Hamamatsu e Toyohashi |

## Stazioni adiacenti
| «                                     | Servizio                              | »                                     |
| Linea principale Tōkaidō (JR Central) | Linea principale Tōkaidō (JR Central) | Linea principale Tōkaidō (JR Central) |
| ------------------------------------- | ------------------------------------- | ------------------------------------- |
| Yoshiwara                             | Locale                                | Fujikawa                              |
| Numazu                                | Homeliner                             | Shimizu                               |
| Linea Minobu                          |                                       |                                       |
| Capolinea                             | Locale                                | Yunoki                                |